# Немсдорф-Герендорф
Немсдорф-Герендорф (нім. Nemsdorf-Göhrendorf) — громада в Німеччині, розташована в землі Саксонія-Ангальт. Входить до складу району Заалє. Складова частина об'єднання громад Вайда-Ланд.
Площа — 17,11 км2. Населення становить 817 ос. (станом на 31 грудня 2021).